# Varize, Eure-et-Loir

Varize este o comună în departamentul Eure-et-Loir, Franța. În 2009 avea o populație de 212 de locuitori.